# Tyskt oxbär
Tyskt oxbär (Cotoneaster pyrenaicus) är en buske i växtsläktet oxbär.
Den blir uppåt 150 centimeter hög, har 2 till 3 centimeter långa, ovala blad med en ljus undersida. Den har ljusröda, mjöliga bär med 2 till 5 stenar och 5-taliga blommor. Oxbärsbusken trivs i kalkrik, stenig jord och odlas ibland i trädgårdar som prydnad.

## Systematik
Inom oxbärssläktet är avgränsningarna mellan vissa arter omdiskuterade. Före början av 1990-talet skiljde man inte på tyskt oxbär och rött oxbär (Cotoneaster integerrimus) och en del verk kan ange Cotoneaster pyrenaicus som en synonym till Cotoneaster integerrimus.